# Nyugdíj

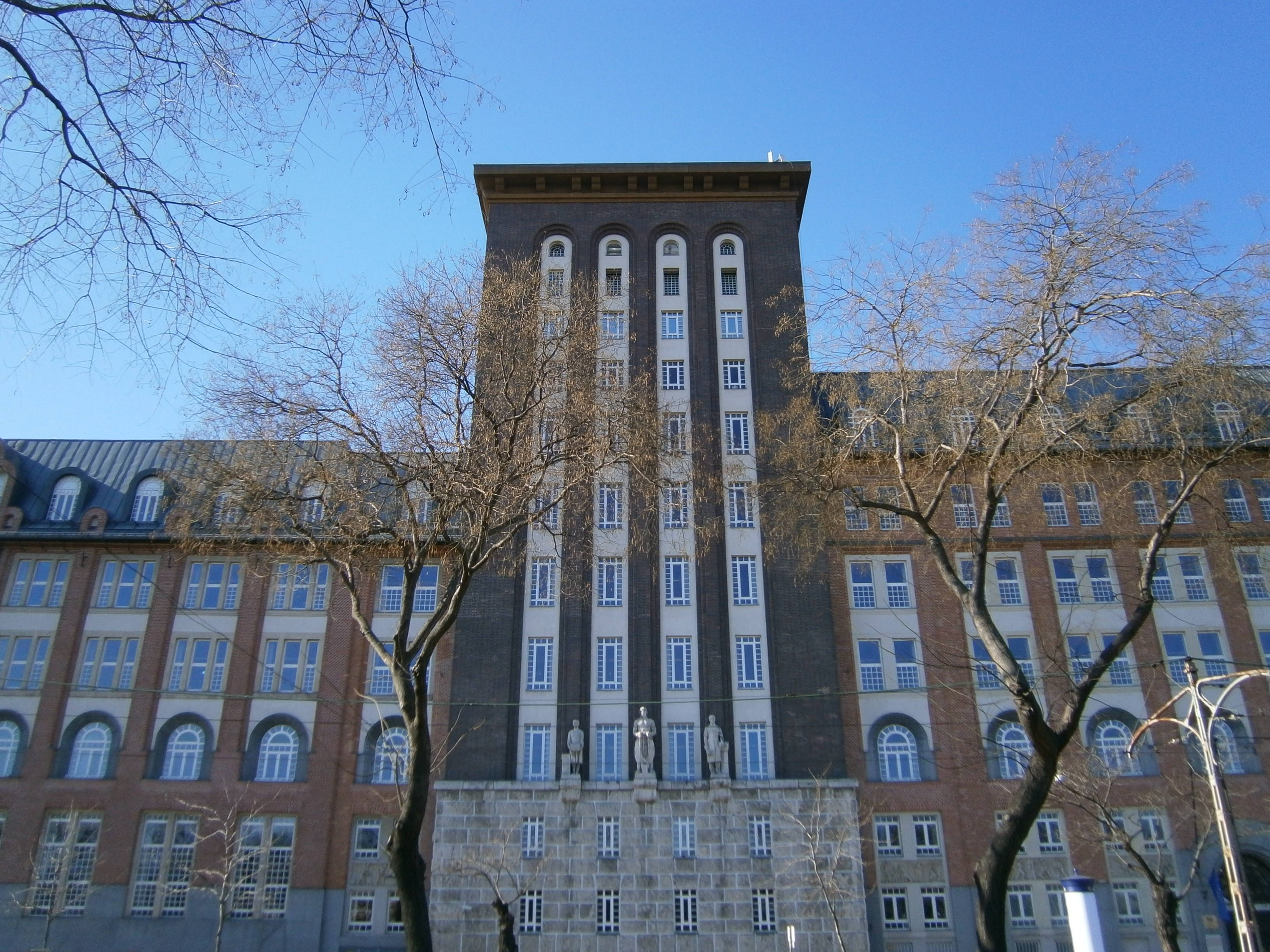
Budapest Főváros Kormányhivatala Nyugdíjbiztosítási Főosztály, Fiumei út, Budapest, VIII. kerület

A nyugdíj az a járadék, amelyet egy ország – általában időskorú – polgárai alanyi, tehát nem rászorultsági alapon kapnak. Összege függ a szolgálati időtől, azaz a munkával (jövedelemszerzéssel) töltött évek számától és a korábbi jövedelemtől.
A nyugdíj tulajdonképpen a biztosítás egyik formája, de míg egy hagyományos életbiztosítás esetén a biztosított részletekben fizeti meg a szolgáltatás díját és valamely esemény bekövetkeztekor jut hozzá a biztosítási összeghez, itt ez éppen fordítva történik: amikor eléri a nyugdíjkorhatárt letesz egy nagyobb összeget, amelyet aztán annuitás formájában kap vissza.[forrás?] Ez a nagyobb összeg gyakran képletes, csak jogosultság formájában létezik, nincs összegszerűsítve.

## Nyugdíjrendszerek
A különböző nyugdíjrendszerek egy meghatározott modell szerint kialakított rendszer, amely biztosítja a nyugdíjkorhatár elérése után a korábbi munkavállalók rendszeres pénzbeli ellátását, megélhetést nyújtva.
Ezeknek a rendszereknek eltérő előnyei, hátrányai vannak, attól függően pl. hogy az állam, vagy üzleti vállalkozások üzemeltetik, korábban felhalmozott tőkefedezet alapú-e, illetve járadék vagy járulék alapú-e.

## Állami rendszer
A legtöbb fejlett országban van állami rendszer, nem bízzák teljesen az emberekre, hogy előrelátóan maguk biztosítsák az öregkori megélhetésüket. Ennek okai a következők:
- Kontraszelekció: Az ilyen biztosításokra általában jellemző a kontraszelekció, azaz, hogy csak azok az állampolgárok kötnének nyugdíjbiztosítást, akik – például jó egészségi állapotuk és így hosszú várható nyugdíjkoruk – miatt ebből hasznot remélnek. Ebben az esetben a biztosítónak csökkentenie kell a juttatásokat, ami további szelekcióhoz vezet és így tovább. Ha a nyugdíj kötelező, a probléma nem merül fel.
- Paternalizmus: Az állam úgy gondolja, hogy az állampolgárok nem elég előrelátók, nem tudnak gondoskodni magukról. Ha az állam megmondja mennyit kell megtakarítani, az elégtelen nyugdíj veszélye nem fenyeget.
- Erkölcsi kockázat (en:moral hazard): Még ha az állampolgárok képesek is felmérni jövőbeni jövedelmi igényeiket, hajlamosak a szükségesnél kevesebbet megtakarítani abból kiindulva, hogy majd vész esetén az állam gondoskodik róluk.
- Újraelosztás különböző jövedelmi csoportok között: Ennek okai megegyeznek a még nem nyugdíjas korúak közötti újraelosztással. Konkáv hasznossági függvények esetén a jövedelmi különbségek csökkentése növeli a jólétet.
- Különböző generációk között: Akik ma időskori nyugdíjasok, azok életük legtermékenyebb részét nem ritkán háborús nélkülözésben, illetve a háború utáni újjáépítésben töltötték, aminek gyümölcseit a fiatalabb generációk élvezik. Az újraelosztás ezt hivatott kompenzálni. Egy politikai gazdaságtani érvelés szerint ennek valódi oka az, hogy a gerontokráciára hajló társadalmakban ez a fajta újraelosztás egyszerűen a döntéshozók érdekeit tükrözi.

Finanszírozása
Ahol a nyugdíj az állam feladatai közé tartozik, a nyugdíjrendszer az államháztartás, benne pedig a társadalombiztosítás egyik fő kiadása az egészségügyi ellátórendszer mellett. Finanszírozása alapján kétféle lehet:
- A nyugdíjpénztári rendszerben minden egyes munkavállaló saját számlával rendelkezik, ide gyűjti a járulékait és majd innen kapja a nyugdíját. Mivel a megtakarítások névre szólnak, összegük jelentősen függhet a megtakarítási szándéktól, rendszerint örökölhetők a nyugdíj-korhatár előtti elhalálozás esetén, illetve annak sincs elvi akadálya, hogy a nyugdíjból a megtakarító halála után annak özvegye tovább részesüljön. A kezdetekben a nyugdíjrendszerek önkéntes, pénztári alapon működtek. Drámai változást a nagy gazdasági világválság okozott, amikor a nyugdíjpénztári megtakarítások egyik napról a másikra értéktelenné váltak. Ekkor vezették be az Egyesült Államokban a felosztó-kirovó rendszert.
- A felosztó-kirovó rendszer az éppen aktív dolgozók adójellegű járulékaiból finanszírozza az éppen nyugdíjas korú lakosság nyugdíját. Bár ez a rendszer mentes a gazdasági kockázatoktól, legalábbis ami a befektetések elértéktelenedését illeti, nem elhanyagolható politikai kiszámíthatatlansága: a majdani nyugdíj összegét politikai döntések határozzák meg, az egyén csak minimális mértékben tudja a saját nyugdíját, illetve annak összegét befolyásolni. Nem igényel takarékoskodást, fő hátránya, hogy egy ilyen rendszer erősen ki van téve a demográfiai változásoknak: az öregedő népességben megnő az egy aktív keresőre eső nyugdíjasok száma, ami vagy a járulékok növelését, vagy a nyugdíjak reálértékének csökkentését teszi szükségessé. Napjainkban folyik a felosztó-kirovó rendszerek reformja, melynek keretében pénztári elemek kerülnek beépítésre.

## A nyugdíjak Magyarországon
A Bokros-csomag intézkedéseinek idején, 1998. január 1-jétől életbe lépett nyugdíjrendszert három pillérű rendszernek is szokták nevezni. Három különböző módon kaphat 
- Munkáltató által befizetendő nyugdíj járulékon alapuló nyugellátás (másként állami nyugdíj) a korábbi kirovó-befizető-felosztó rendszer folytatásaként. (Ebben a rendszerben az állam garantálta a nyugdíjakat akkor is, ha a folyó nyugdíj járulék befizetések nem fedezték a kifizetendő nyugdíjakat. Ennek oka az volt, hogy a vállalatok, állami cégek finanszírozási gondjait ne a munkavállalók viseljék.)
- Magánnyugdíjpénztárba fizetett nyugdíjjárulék és onnan térített nyugdíj, (2010-ben az állam a saját rendszerébe terelte át a pénztárak tagjait, és 2012. január 1-től tulajdonképpen megszűnt, ez után már csak önkéntes  alapon működik tovább)[3]
- Öngondoskodás, azaz nyugdíjcélú megtakarítások (önkéntes nyugdíjpénztár, biztosítás, más adókedvezményes megtakarítás)

Nyugdíjkorhatár
A jelenlegi szabályozás szerint Magyarországon az 1954-ben született személyek a 63. életévük és 183 nap betöltését követően mehetnek legkorábban nyugdíjba (2017, 2018 során), az 1955-ben születettek legkorábban a 64. betöltött életévükkor mehetnek nyugdíjba (2019-ben), az 1956-ban születettek a 64. életévük és 183 nap betöltését követően mehetnek legkorábban nyugdíjba (2020,2021 során), míg az 1957. január elsejét követően született személyek legkorábban a betöltött 65. életévük, azaz legkorábban 2022-től vehetik igénybe a nyugellátást.
Nyugdíjösszeg
Az öregségi nyugdíjak összegének kiszámításakor a következő mértékben alakul a várható nyugdíj havi mértéke. Ennek összege személyenként eltérhet, a törvényekben és egyéb jogszabályokban előírtak szerint. Ha nincs meg a 15 év szolgálati idő, akkor annyiszor 2 százalékkal kell csökkenteni a havi átlagkereset százalékában mért nyugdíj összegét, ahány évvel kevesebb a ténylegesen letöltött szolgálati idő a legkevesebb, 15 év szolgálati viszonynál. (Például 10 év szolgálati viszony esetén 5 évvel kevesebb a szolgálati viszonyban töltött évek száma, tehát: 5 évvel kevesebb szolgálati idő x 2%/év = -10%  43% -10% = 33%, tehát 10 év szolgálati viszony esetén a havi átlagkereset 33%-a járhat nyugdíjként). Ha valaki eléri a nyugdíj korhatárt, de továbbra is munkaviszonyban marad, akkor 30 naponként 0,5%, évente 6 százalékkal emeli a várható nyugdíjának összegét.
A szociális ellátásokhoz és a közmunkabérhez hasonlóan az időskori és egyéb nyugdíjszerű járadékok összege mérsékelt ütemű korrelációval követi az inflációt. A kormány 2001-2010 között az összegek számításánál az infláció mellett felerészben az átlagbér növekedését is figyelembe vette. A nyugdíjak reálértékének csökkenését enyhítő nyugdíjprémiumot és 13. havi nyugdíjat az éves GDP, a nyugdíjkorrekciót pedig az infláció éves növekedésének függvényében hagyja jóvá.
| Év | 15 | 16 | 17 | 18 | 19 | 20 | 21 | 22 | 23 | 24 | 25 | 26 | 27 | 28 | 29 | 30 | 31 | 32 | 33 | 34 | 35 | 36 | 37   | 38 | 39   | 40 | 41 | 42 | 43 | 44 | 45 | 46 | 47 | 48 | 49 | 50> |
| -- | -- | -- | -- | -- | -- | -- | -- | -- | -- | -- | -- | -- | -- | -- | -- | -- | -- | -- | -- | -- | -- | -- | ---- | -- | ---- | -- | -- | -- | -- | -- | -- | -- | -- | -- | -- | --- |
| %  | 43 | 45 | 47 | 49 | 51 | 53 | 55 | 57 | 59 | 61 | 63 | 64 | 65 | 66 | 67 | 68 | 69 | 70 | 71 | 72 | 73 | 74 | 75,5 | 77 | 78,5 | 80 | 82 | 84 | 86 | 88 | 90 | 92 | 94 | 96 | 98 | 100 |

Statisztika
A nyugdíjasok számának életkor és nyugdíj összege szerinti megoszlása 2011-ben: táblázat, grafikon.[forrás?]

### Fogalmak
Nyugdíjas
Nyugdíjas az öregségi- vagy rokkantnyugdíj-ellátásban részesülő személy.
Öregségi nyugdíj
Az a nyugdíjösszeg, amely a teljes jogú öregségi nyugdíjra jogosultakat illeti meg. Ennek összegét évente jogszabályban állapítják meg.
Öregségi nyugdíjra az jogosult, aki betöltött egy jogszabályban meghatározott életkort, és rendelkezik a szintén jogszabályban meghatározott szolgálati idővel.
Az öregségi nyugdíjnak egy típusa van, korábbi nevén öregségi teljes nyugdíj. A korábbi öt típus – az első kivételével – megszűnt:
- öregségi teljes nyugdíj,
- öregségi résznyugdíj,
- előrehozott öregségi nyugdíj,
- csökkentett összegű előrehozott öregségi nyugdíj – 2012. január 1-jével megszűnt[18]
- korkedvezményes öregségi nyugdíj.[4]

Rokkantnyugdíjas
Rokkantsági nyugellátásban részesülő személy. A rokkantnyugdíjas státusz lehet időszaki és végleges.
Nyugdíjrészletező dokumentum
A Nyugdíjfolyósító Intézet által a nyugellátásban részesülő személy részére évente megküldött dokumentum, amely a nyugdíj összegét részletezi.